# Plateau United
Plateau United FC este un club de fotbal din Nigeria, fondat în 1975, își are sediul în orasul Jos. Echipa concurează în prima ligă, primul eșalon al fotbalului nigerian. Numele „Plateau United” a fost fostul nume al rivalilor lor Mighty Jets.

## Istoria clubului
Plateau United a fost fondată în 1975 ca JIB Strikers FC. Clubul are în palmares două trofee majore campionatul și cupa. 
În 2013, a fost unul dintre cele patru cluburi suspendate, în așteptarea unei investigații privind victoria lor cu 79-0 asupra Akurba FC.  Cele patru cluburi au fost acuzate de aranjare de meciuri pentru a avansa în liga profesionistă. La 22 iulie 2013, Plateau Feeders, Akurba FC, Police Machine FC și Bubayaro FC au fost interzise fiecare timp de 10 ani, jucătorii și oficialii din fiecare joc fiind interziși pe viață.